# ファンタスマゴリー

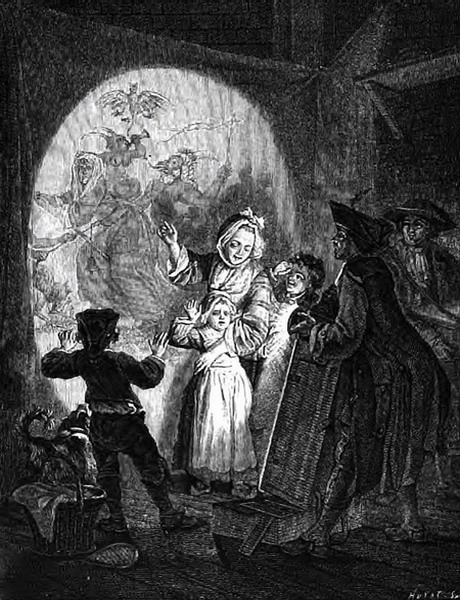
18世紀のファンタスマゴリー

ファンタスマゴリー（フランス語: Fantasmagorie、英語: Phantasmagoria, Fantasmagoria）は、18世紀末にフランスで発明された、幻灯機を用いた幽霊ショーである。ベルギーのリエージュ出身の物理学者のエティエンヌ=ガスパール・ロベール（エティエンヌ・ロベルトソン）がパリで行った興行によって有名となり、ヨーロッパ、とくにイギリスで、19世紀を通して流行した。
幻灯機によって、壁、煙、半透明の幕に画像を映写した。しばしば後ろ側から映写し、幻灯機を動かすことで画像を動かし、複数の幻灯機を使用することで画像の瞬時の切り替えを行った。映写されたのは、骸骨、悪霊、亡霊などの画像で、降霊術に深く関わるものであった。

## 語源
ギリシア語: φαντασμα（幻影）とαγορευειν（公言）から作られた。